# Буйгородский ручей
Буйгородский (Буйгородский ручей) — река в Волоколамском районе Московской области России, левый приток Большой Се́стры. На реке расположены деревни Буйгород, Глазачёво и Утишево.
Длина — 16 км (по другим данным — 15 км), площадь водосборного бассейна — 50,6 км². Равнинного типа. Питание преимущественно снеговое. Замерзает в ноябре — начале декабря, вскрывается в конце марта — апреле.
Посещение Буйгородского ручья позволяет побывать в нетронутом, мало посещаемом туристами, лесном массиве, избежав болот.
По данным государственного водного реестра России, относится к Верхневолжскому бассейновому округу. Речной бассейн — (Верхняя) Волга до Куйбышевского водохранилища (без бассейна Оки), речной подбассейн — бассейны притоков (Верхней) Волги до Рыбинского водохранилища, водохозяйственный участок реки — Волга от города Твери до Иваньковского гидроузла (Иваньковское водохранилище).